# Ијан Бренан
Ијан Бренан (енгл. Ian Brennan; Маунт Проспект, 23. април 1978) амерички је сценариста, редитељ и глумац. Познат је раду на телевизијским серијама Гли, Краљице вриска, Политичар и Дамер — Монструм: Прича о Џефрију Дамеру.